# Immortals Fenyx Rising
Immortals Fenyx Rising (anciennement connu sous le nom de Gods and Monsters) est un jeu vidéo d'action-aventure, développé par le studio Ubisoft Québec et édité par Ubisoft. Le jeu est officialisé au cours de l'E3 2019, le 10 juin 2019, devait sortir le 25 février 2020 sur PlayStation 4, Xbox One, Nintendo Switch, Microsoft Windows et Google Stadia, mais a été repoussé au 3 décembre 2020 ,.
Lors de l'Ubisoft Forward du 10 septembre 2020, il est annoncé qu'une version démo exclusive à Google Stadia en amont de la sortie le 3 décembre 2020 est prévue.

## Histoire
L'un des Titans, Typhon, s'est libéré de ses chaînes. Sa première action est de se venger des dieux de l'Île d'Or qui l'ont emprisonné en leur volant leur essence. Prométhée, condamné par Zeus à se faire éternellement manger le foie par un aigle, tente de se libérer de son tourment en racontant (avec humour) à Zeus comment Fenyx (homme ou femme) a pu sauver les dieux et affronter Typhon, afin de démontrer que les mortels peuvent aussi accomplir de grandes choses. Fenyx doit alors parcourir l’Île d’Or pour retrouver l’essence des dieux et se lier d'amitié avec eux, pour affronter Typhon.

### Résumé
Après avoir passé une éternité emprisonné sous une montagne par Zeus, Typhon s'échappe, cherchant à briser la barrière entre le royaume des mortels et le Tartare et refaire le monde à son image. Il attaque les dieux de l'Olympe, les séparant de leur essence divine et les privant de leurs pouvoirs. Zeus s'enfuit et rencontre Prométhée, cherchant à obtenir son aide dans la lutte contre Typhon. Prométhée fait plutôt un pari avec Zeus : si Typhon peut être battu par un mortel, alors il sera libéré de son emprisonnement. Prométhée utilise son pouvoir de prévoyance pour raconter l'histoire de Fenyx.
Fenyx, un jeune porteur de bouclier grec de la Ligue de Délos, survit à un naufrage et s'échoue sur l'Île d'Or, où il est choqué de constater que l'équipage survivant et les habitants de l'Île d'Or ont été transformés en pierre. Après avoir récupéré plusieurs artefacts appartenant à des héros grecs légendaires et reçu une prophétie, Fenyx sauve un jeune inconnu, qui l'aide à atteindre la Halle des Dieux. Là, l'étranger se révèle être Hermès et l'informe de la grave menace que représente Typhon. Déterminé à sauver l'humanité, Fenyx accepte de s'aventurer sur l'Île d'Or pour restaurer les dieux olympiens déchus, se liant d'amitié avec un « oiseau de feu » qu'il nomme Phosphore. Fenyx parvient à restaurer Aphrodite, devenue un arbre sans sa passion ; Arès, transformé en coq sans sa fierté ; Héphaïstos, devenu sans souffrance l'un de ses automates ; et Athéna, qui a été transformée en enfant sans la capacité de porter des jugements clairs. Fenyx bat également les esprits d'Achille, Atalante, Héraclès et Ulysse, qui ont tous été corrompus par Typhon.
Malgré leur restauration, les dieux sont incapables de s'entendre sur un plan pour arrêter Typhon et reviennent ensuite à leurs querelles et luttes intestines habituelles. Le frère aîné de Fenyx, Ligyron, qui a échappé au maléfice de pétrification, arrive et raconte aux dieux son projet de voler les chaînes d'Héphaïstos à Typhon, de les enchanter en utilisant le sang des dieux et de les utiliser pour réemprisonner Typhon. Les dieux acceptent le plan de Ligyron, mais Fenyx est frustré par son refus de l'emmener. Les dieux, qui n'aiment pas Ligyron car il leur rappelle Zeus, encouragent Fenyx à poursuivre son frère pour ne pas le laisser lui voler sa gloire méritée.
Fenyx escalade la montagne au centre de l'Île d'Or ; au sommet, il découvre que son frère est allié à Typhon, et a rassemblé tous les ingrédients nécessaires pour créer un poison capable de tuer les dieux. En retour, Typhon permettra à Ligyron de devenir un dieu dans son nouveau monde et de gouverner l'Île d'Or. Fenyx bat Ligyron au combat, le forçant à fuir vers le Tartare. Il suit son frère et affronte Typhon, le battant finalement au combat. Dans son dernier souffle, Typhon révèle que Fenyx est un demi-dieu et l'enfant d'Hermès.
Tout au long de l'histoire, Zeus se rend compte à quel point il a maltraité ses enfants, les autres dieux et ses anciennes amantes, et se sent coupable de son égoïsme et de sa vanité. Cependant, il l'interrompt lorsqu'il apprend que Fenyx est le fils d'Hermès, car cela ne devrait pas être possible; Prométhée admet alors qu'il a manipulé et fabriqué des parties de l'histoire. Il révèle qu'il a fait en sorte que son frère Titan, Atlas, libère Typhon et provoque le naufrage de Fenyx sur l'île d'Or. De plus, il a caché les détails de la véritable filiation de Fenyx : il est en fait le fils de Zeus et de son amante Thétis. Il dit également à Zeus que Typhon l'a informé que Zeus était à l'origine de la malédiction qui a transformé l'humanité en pierre. À ce moment-là, Fenyx arrive avec le poison de Typhon, confirmant que toute l'histoire faisait partie du complot de Prométhée visant à faire tuer Zeus pour se venger de son emprisonnement.
Zeus admet qu'il voulait détruire l'humanité à cause de ses défauts, mais voit maintenant que ces défauts reflètent simplement ceux de lui-même et des autres dieux, et accepte sa mort imminente. Cependant, Fenyx révèle qu'il n'a pas l'intention de tuer Zeus, voulant plutôt l'inspirer à devenir un meilleur dieu et un meilleur père. Typhon réapparaît, furieux que Fenyx n'ait pas tué son père comme prévu. Buvant le poison pour se renforcer, il capture Zeus et met son fils au défi d'essayer de l'arrêter. Fenyx suit Typhon jusqu'au Tartare et le combat à nouveau, mais il commence à perdre du terrain après la mort de Phosphore. Cependant, son père parvient à s'échapper et rallie les autres dieux au secours de Fenyx. En travaillant ensemble, ils parviennent à maîtriser Typhon, qui est définitivement vaincu après avoir succombé au poison.
Ensuite, en récompense pour avoir aidé à vaincre Typhon, Zeus accepte de ramener l'humanité à la normale, ressuscite Phosphore en tant que nouvelle créature, le phénix, et invite son fils à vivre sur l'Île d'Or avec les dieux. Fenyx est d'accord, à condition qu'il puisse garder un œil sur Zeus pour s'assurer qu'il s'engage à changer ses habitudes. Pendant ce temps, Zeus envoie Ligyron libérer Prométhée dans le cadre du pari, mais pas avant de tourmenter Prométhée en demandant à Ligyron de raconter sa propre histoire de Fenyx, au grand dam de Prométhée.

## Doublage
- Alexis Tomassian () / Victoria Grosbois () : Fenyx
- Lionnel Astier : Zeus
- Loïc Houdré : Prométhée
- Christian Pélissier : Typhon
- Jérémy Prévost : Hermès
- Françoise Cadol : Athéna
- Jochen Hägele (en) : Arès
- Thierry Kazazian : le sage Oracle
- Adrien Larmande : Ligyron
- Arnaud Arbessier: voix additionnelles

## Développement
Le développement du jeu commence en 2018 au sein d'Ubisoft Québec, en parallèle de la production d'Assassin's Creed Odyssey.
Le 10 septembre 2019, Ubisoft annonce que les deux personnages contant le jeu : Zeus et Prométhée, seront respectivement doublés par les acteurs Lionnel Astier et Loïc Houdré.
Partageant le même cœur que son cousin Assassin's Creed Odyssey, le jeu va se voir offrir un pack téléchargeable contenant l'armure de Kassandra durant le post-lancement.

## Éditions
Lors de la sortie du jeu, une version Gold sera disponible contenant un Season Pass ainsi que du contenu additionnel digital.